# Carabus vinctus
Carabus vinctus är en skalbaggsart som beskrevs av Weber. Carabus vinctus ingår i släktet Carabus och familjen jordlöpare. Inga underarter finns listade i Catalogue of Life.